# Лоуэлл Девилз
«Лоуэлл Девилз» (англ. Lowell Devils) — профессиональная хоккейная команда, выступающая в АХЛ. Команда базируется в городе Лоуэлл, штат Массачусетс, США. В период с 1998 по 2006 год команда носила название «Лоуэлл Лок Монстерс», но, став в 2006 году фарм-клубом «Нью-Джерси Девилз», переименовалась в «Лоуэлл Девилз».
В 2010 году франшиза переехала в Олбани, штат Нью-Йорк и стала называться «Олбани Девилз».

## Клубные рекорды
Сезон
Голы (32) — Крис Минард
Передачи (41) — Петр Врана
Очки (61) — Петр Врана
Штраф (150) — Дэвид Кларксон
Коэффициент пропущенных голов (2,56) — Фрэнк Дойл
Карьера в клубе
Голы — 83 — Майк Зигоманис
Передачи — 121 — Майк Зигоманис
Очки — 204 — Майк Зигоманис
Штраф — 321 — Марк Фрэйзер
Игры — 265 — Майк Зигоманис